# سعد شریده الکعبی
سعد شریده الکعبی (انگلیسی: Saad Sherida al-Kaabi) (زاده ١٩۶٧) کارآفرین، کارشناس نفتی و مدیر ارشد اجرایی قطری است، که هم‌اکنون به‌عنوان مدیر عامل شرکت قطر پترولیوم فعالیت می‌نماید. 
وی دانش‌آموخته کارشناسی ارشد مهندسی نفت از دانشگاه ایالتی پنسیلوانیا است و فعالیت در صنایع نفت و گاز را از سال ۱۹۸۶ در شرکت قطر پترولیوم آغاز کرد. الکعبی ریاست هیئت مدیره شرکت‌های صنایع قطر و قطرگس را نیز برعهده دارد.